# مغارة كورال

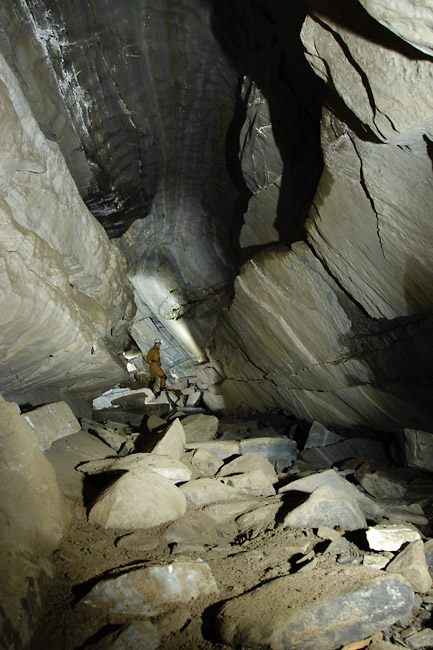
المدخل إلى المغارة

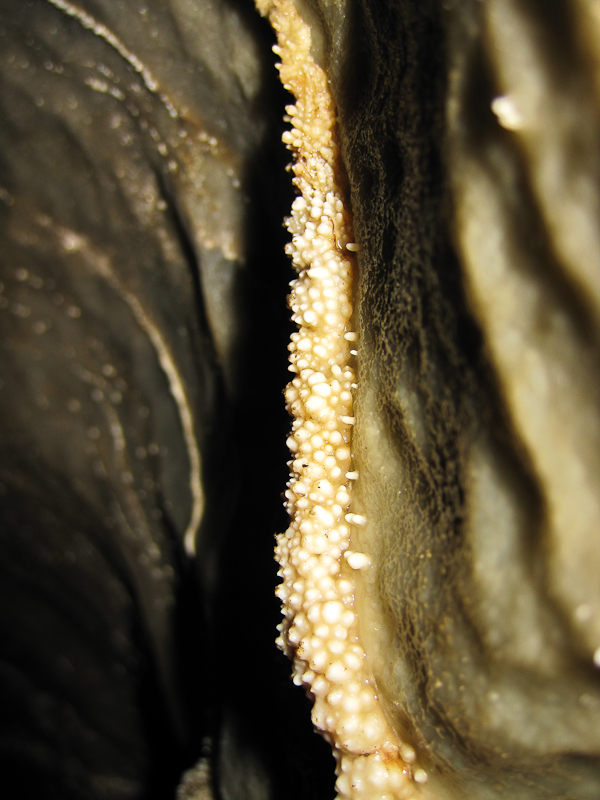
المغارة

مغارة كورال هي المغارة الأطول في السويد. تقع المغارة بين بحيرة ستورا بلوخون (بالسويدية: Stora Blåsjön ) ، و بحيرة  لايبيك فاتنت (بالسويدية: Leipikvattnet) في شمال إقليم يمتلاند في أبرشية فروستفيك ( بالسويدية: Frostvikens socken ) في بلدية سترومسوند. 
تعد المغارة والمنطقة المحيطة بها محمية طبيعية منذ عام 1994، وفي الشمال منها تقع أيضاً محمية نهر بيور (بالسويدية: Bjurälven).تتكون القاعدة الجلبية للمغارة من شريط من الحجر الكلسي، وهو سبب إعطاء المغارة هذه البنية العرقية. 
و عبر الوقت إنساب الماء عبر التشققات في تلك الحجار الكلسية  
مكوناً الأنفاق والمغارات. تعرضت الأجراء السطحية من المغارة إلى النشفان بسبب انسياب الماء إلى أسفل وتشكل المحمية أكبر منطقة كارستية في السويد. 

## اكتشاف المغارة
أكتشفت المغارة منذ عام 1985 و إلى الآن تم استكشاف ممرات بطول 6 كيلو مترات داخل المغارة، وبذلك تكون أطول مغارة في السويد ويوجد أربعة مداخل للمغارة.

## زيارة المغارة
من أجل زيارة المغارة يتطلب ذلك أن يقوم الزائر بحجز دليل سياحي من خلال المركز السياحي فيلسلادران (بالسويدية : Guidecentret Vilseledaren ) ، أو عن طريق مركز السياح في قرية جاديدي  ( بالسويدية: Gäddedes turistbyrå ). 
يزور المغارة  حوالي 300 سائح سنوي وتبلغ الذروة في شهر يوليو.